# Faustball-Ligasystem in Österreich
Das Faustball-Ligasystem in Österreich ist ein Ligasystem zur Einteilung der österreichischen Faustballliga. Die höchste Spielklasse im österreichischen Faustball ist demnach die 1. Faustball-Bundesliga, in welcher der österreichische Faustballmeister ermittelt wird.

## Aktuelles Ligasystem
Die höchste Spielklasse in Österreich ist die 1. Faustball-Bundesliga. Darunter gibt es eine 2. Faustball-Bundesliga die in Ost und West unterteilt ist. Zusätzlich wird im Faustball eine Hallensaison ausgetragen, die sich ebenfalls in erste und zweite Bundesliga teilt.

### Ligapyramide
| Stufe | Liga                                                                                           | Liga                                                                                           | Liga                                                                                           | Liga                                                                                           | Liga                                                                                           | Liga                                                                                           | Liga                                                                                           | Liga                                                                                           | Liga                                                                                           |
| 1     | 1. Faustball-Bundesliga 9 Vereine                                                              | 1. Faustball-Bundesliga 9 Vereine                                                              | 1. Faustball-Bundesliga 9 Vereine                                                              | 1. Faustball-Bundesliga 9 Vereine                                                              | 1. Faustball-Bundesliga 9 Vereine                                                              | 1. Faustball-Bundesliga 9 Vereine                                                              | 1. Faustball-Bundesliga 9 Vereine                                                              | 1. Faustball-Bundesliga 9 Vereine                                                              | 1. Faustball-Bundesliga 9 Vereine                                                              |
|       | ↑↓ 2 Verein                                                                                    |                                                                                                |                                                                                                |                                                                                                |                                                                                                |                                                                                                |                                                                                                |                                                                                                |                                                                                                |
| 2     | 2. Faustball Bundesliga 19 Vereine (Geteilt in Ost und West)                                   | 2. Faustball Bundesliga 19 Vereine (Geteilt in Ost und West)                                   | 2. Faustball Bundesliga 19 Vereine (Geteilt in Ost und West)                                   | 2. Faustball Bundesliga 19 Vereine (Geteilt in Ost und West)                                   | 2. Faustball Bundesliga 19 Vereine (Geteilt in Ost und West)                                   | 2. Faustball Bundesliga 19 Vereine (Geteilt in Ost und West)                                   | 2. Faustball Bundesliga 19 Vereine (Geteilt in Ost und West)                                   | 2. Faustball Bundesliga 19 Vereine (Geteilt in Ost und West)                                   | 2. Faustball Bundesliga 19 Vereine (Geteilt in Ost und West)                                   |
|       | ↓ 4 Vereine                                                                                    |                                                                                                |                                                                                                |                                                                                                |                                                                                                |                                                                                                |                                                                                                |                                                                                                |                                                                                                |
| 3     | Landesligen Oberösterreich, Niederösterreich, Wien, Salzburg, Steiermark, Tirol und Vorarlberg | Landesligen Oberösterreich, Niederösterreich, Wien, Salzburg, Steiermark, Tirol und Vorarlberg | Landesligen Oberösterreich, Niederösterreich, Wien, Salzburg, Steiermark, Tirol und Vorarlberg | Landesligen Oberösterreich, Niederösterreich, Wien, Salzburg, Steiermark, Tirol und Vorarlberg | Landesligen Oberösterreich, Niederösterreich, Wien, Salzburg, Steiermark, Tirol und Vorarlberg | Landesligen Oberösterreich, Niederösterreich, Wien, Salzburg, Steiermark, Tirol und Vorarlberg | Landesligen Oberösterreich, Niederösterreich, Wien, Salzburg, Steiermark, Tirol und Vorarlberg | Landesligen Oberösterreich, Niederösterreich, Wien, Salzburg, Steiermark, Tirol und Vorarlberg | Landesligen Oberösterreich, Niederösterreich, Wien, Salzburg, Steiermark, Tirol und Vorarlberg |

## Spielbetrieb

### 1. Faustball Bundesliga
Die Bundesliga ist die höchste Faustballklasse im österreichischen Faustballsystem, in der 9 Mannschaften um die österreichische Staatsmeisterschaft spielen. Am Saisonende steigen die letzten zwei Mannschaften ab bzw. sind sie berechtigt, im Aufstiegsplayoff der 2. Faustball Bundesliga teilzunehmen.

### 2. Faustball Bundesliga
Die 2. Faustball Bundesliga ist die zweithöchste Liga im österreichischen Faustball. In der zweiten Bundesliga kämpfen 19 Mannschaften, geteilt in Ost und West, um den Aufstieg in die höchste Liga. Die jeweils ersten 3 bzw. die letzten zwei der ersten Bundesliga nehmen an einem Aufstiegsplayoff teil.